# فرودگاه ایلوک
فرودگاه ایلوک (به انگلیسی: Ailuk Airport) یک فرودگاه با کد یاتا AIM است. این فرودگاه در کشور جزایر مارشال قرار دارد.

## شرکت‌های هواپیمایی و مقصدهای پروازی
| شرکت‌های هواپیمایی | مقصدهای پروازی |
| ----------------- | -------------- |
| ایر کالدونی       | نومئا مجنتا    |